# Бахрейн на летних Олимпийских играх 2016
Бахрейн на летних Олимпийских играх 2016 года был представлен 34 спортсменами в 4 видах спорта. На церемонии открытия Игр право нести национальный флаг было доверено пловцу Фархан Фархану, а на церемонии закрытия — легкоатлету Алему Бекеле, который принимал участие в марафоне, но не смог завершить дистанцию. По итогам соревнований на счету бахрейнских спортсменов было 2 медали в лёгкой атлетике. Золото в бег на 3000 метров с препятствиями завоевала Рут Джебет, а серебряная на счету Юнис Кирва, которая стала второй в марафоне. Две завоёванные медали позволили сборной Бахрейна занять 48-е место в неофициальном медальном зачёте.

## Медали
| Золото  |            |                                                               |            |
| №       | Спортсмены | Вид спорта (дисциплина)                                       | Дата       |
| 1       | Рут Джебет | Лёгкая атлетика (бег на 3000 метров с препятствиями, женщины) | 15 августа |
| Серебро |            |                                                               |            |
| №       | Спортсмены | Вид спорта (дисциплина)                                       | Дата       |
| 1       | Юнис Кирва | Лёгкая атлетика (марафон, женщины)                            | 14 августа |

## Состав сборной
Борьба
Вольная борьба
1. Адам Батиров

 Лёгкая атлетика
1. Абубакар Аббас
2. Зухаир Ауад
3. Бирхану Балев
4. Алему Бекеле
5. Кемарли Браун
6. Исаак Корир
7. Джон Кибет Коэч
8. Альберт Роп
9. Абрахам Ротич
10. Бенсон Сеурей
11. Эндрю Фишер
12. Али Хамис
13. Абрахам Черобен
14. Нельсон Черутич
15. Хассан Шани
16. Якоб Салем Эйд
17. Эль-Хассан Эль-Аббаси
18. Далила Абдулькадир
19. Кеми Адекойя
20. Хаджар Аль-Хальди
21. Мими Белете
22. Тигест Гашав
23. Тигест Гетент
24. Рут Джебет
25. Юнис Кирва
26. Сальва Эйд Насер
27. Роуз Челимо
28. Эдидионг Одионг
29. Шитайе Эшете
30. Иман Эсса Яссим

 Плавание
1. Фарадж Салех
2. Фатема Альмахмид

 Стрельба
1. Махмуд Хаджи

## Результаты соревнований

### Борьба
В соревнованиях по борьбе, как и на предыдущих трёх Играх, будет разыгрываться 18 комплектов наград. По 6 у мужчин в вольной и греко-римской борьбе и 6 у женщин в вольной борьбе. Турнир пройдёт по олимпийской системе с выбыванием. В утешительный раунд попадают участники, проигравшие в своих поединках будущим финалистам соревнований. Каждый поединок состоит из двух раундов по 3 минуты, победителем становится спортсмен, набравший большее количество технических очков. По окончании схватки, в зависимости от результатов спортсменам начисляются классификационные очки.
Мужчины
Вольная борьба
| Категория | Спортсмены | Первый раунд       | 1/8 финала         | Четвертьфинал      | Полуфинал          | Финал              | Место |
| Категория | Спортсмены | Соперник Результат | Соперник Результат | Соперник Результат | Соперник Результат | Соперник Результат | Место |
| --------- | ---------- | ------------------ | ------------------ | ------------------ | ------------------ | ------------------ | ----- |
| до 65 кг  |            |                    |                    |                    |                    |                    |       |

### Водные виды спорта

#### Плавание
В следующий раунд на каждой дистанции проходят спортсмены, показавшие лучший результат, независимо от места, занятого в своём заплыве.
Мужчины
| Дистанция                | Спортсмены   | Предварительный раунд | Предварительный раунд | Предварительный раунд | Полуфинал | Полуфинал | Полуфинал | Финал     | Финал |
| Дистанция                | Спортсмены   | Заплыв                | Результат             | Место                 | Заплыв    | Результат | Место     | Результат | Место |
| ------------------------ | ------------ | --------------------- | --------------------- | --------------------- | --------- | --------- | --------- | --------- | ----- |
| 50 метров вольным стилем | Фарадж Салех |                       |                       |                       |           |           |           |           |       |

Женщины
| Дистанция                | Спортсмены       | Предварительный раунд | Предварительный раунд | Предварительный раунд | Полуфинал | Полуфинал | Полуфинал | Финал     | Финал |
| Дистанция                | Спортсмены       | Заплыв                | Результат             | Место                 | Заплыв    | Результат | Место     | Результат | Место |
| ------------------------ | ---------------- | --------------------- | --------------------- | --------------------- | --------- | --------- | --------- | --------- | ----- |
| 50 метров вольным стилем | Фатема Альмахмид |                       |                       |                       |           |           |           |           |       |

### Лёгкая атлетика
Мужчины
Беговые дисциплины
| Дисциплина                         | Спортсмен             | Предварительный раунд | Предварительный раунд | Предварительный раунд | Четвертьфиналы | Четвертьфиналы | Четвертьфиналы | Полуфиналы    | Полуфиналы    | Полуфиналы    | Финал | Финал |
| Дисциплина                         | Спортсмен             | Забег                 | Время                 | Место                 | Забег          | Время          | Место          | Забег         | Время         | Место         | Время | Место |
| ---------------------------------- | --------------------- | --------------------- | --------------------- | --------------------- | -------------- | -------------- | -------------- | ------------- | ------------- | ------------- | ----- | ----- |
| бег на 100 метров                  | Кемарли Браун         |                       |                       |                       | не проводится  | не проводится  | не проводится  |               |               |               |       |       |
| бег на 100 метров                  | Эндрю Фишер           |                       |                       |                       | не проводится  | не проводится  | не проводится  |               |               |               |       |       |
| бег на 200 метров                  | Якоб Салем Эйд        |                       |                       |                       | не проводится  | не проводится  | не проводится  |               |               |               |       |       |
| бег на 400 метров                  | Абубакар Аббас        |                       |                       |                       | не проводится  | не проводится  | не проводится  |               |               |               |       |       |
| бег на 400 метров                  | Али Хамис             |                       |                       |                       | не проводится  | не проводится  | не проводится  |               |               |               |       |       |
| бег на 800 метров                  | Абрахам Ротич         |                       |                       |                       | не проводится  | не проводится  | не проводится  |               |               |               |       |       |
| бег на 1500 метров                 | Бенсон Сеурей         |                       |                       |                       | не проводится  | не проводится  | не проводится  |               |               |               |       |       |
| бег на 5000 метров                 | Бирхану Балев         |                       |                       |                       | не проводится  | не проводится  | не проводится  | не проводится | не проводится | не проводится |       |       |
| бег на 5000 метров                 | Альберт Роп           |                       |                       |                       | не проводится  | не проводится  | не проводится  | не проводится | не проводится | не проводится |       |       |
| бег на 5000 метров                 | Зухаир Ауад           |                       |                       |                       | не проводится  | не проводится  | не проводится  | не проводится | не проводится | не проводится |       |       |
| бег на 10 000 метров               | Хассан Шани           | не проводится         | не проводится         | не проводится         | не проводится  | не проводится  | не проводится  | не проводится | не проводится | не проводится |       |       |
| бег на 10 000 метров               | Абрахам Черобен       | не проводится         | не проводится         | не проводится         | не проводится  | не проводится  | не проводится  | не проводится | не проводится | не проводится |       |       |
| бег на 10 000 метров               | Эль-Хассан Эль-Аббаси | не проводится         | не проводится         | не проводится         | не проводится  | не проводится  | не проводится  | не проводится | не проводится | не проводится |       |       |
| бег на 3000 метров с препятствиями | Нельсон Черутич       |                       |                       |                       | не проводится  | не проводится  | не проводится  | не проводится | не проводится | не проводится |       |       |
| бег на 3000 метров с препятствиями | Джон Кибет Коэч       |                       |                       |                       | не проводится  | не проводится  | не проводится  | не проводится | не проводится | не проводится |       |       |

Шоссейные дисциплины
| Дисциплина | Спортсмен    | Время | Место | Отставание |
| ---------- | ------------ | ----- | ----- | ---------- |
| марафон    | Алему Бекеле |       |       |            |
| марафон    | Исаак Корир  |       |       |            |

Женщины
Беговые дисциплины
| Дисциплина                         | Спортсмен          | Предварительный раунд | Предварительный раунд | Предварительный раунд | Четвертьфиналы | Четвертьфиналы | Четвертьфиналы | Полуфиналы    | Полуфиналы    | Полуфиналы    | Финал | Финал |
| Дисциплина                         | Спортсмен          | Забег                 | Время                 | Место                 | Забег          | Время          | Место          | Забег         | Время         | Место         | Время | Место |
| ---------------------------------- | ------------------ | --------------------- | --------------------- | --------------------- | -------------- | -------------- | -------------- | ------------- | ------------- | ------------- | ----- | ----- |
| бег на 100 метров                  | Хаджар Аль-Хальди  |                       |                       |                       |                |                |                |               |               |               |       |       |
| бег на 100 метров                  | Иман Эсса Яссим    |                       |                       |                       |                |                |                |               |               |               |       |       |
| бег на 200 метров                  | Эдидионг Одионг    |                       |                       |                       | не проводится  | не проводится  | не проводится  |               |               |               |       |       |
| бег на 400 метров                  | Кеми Адекойя       |                       |                       |                       | не проводится  | не проводится  | не проводится  |               |               |               |       |       |
| бег на 400 метров                  | Сальва Эйд Насер   |                       |                       |                       | не проводится  | не проводится  | не проводится  |               |               |               |       |       |
| бег на 1500 метров                 | Тигест Гашав       |                       |                       |                       | не проводится  | не проводится  | не проводится  |               |               |               |       |       |
| бег на 5000 метров                 | Мими Белете        |                       |                       |                       | не проводится  | не проводится  | не проводится  | не проводится | не проводится | не проводится |       |       |
| бег на 5000 метров                 | Далила Абдулькадир |                       |                       |                       | не проводится  | не проводится  | не проводится  | не проводится | не проводится | не проводится |       |       |
| бег на 3000 метров с препятствиями | Рут Джебет         |                       |                       |                       | не проводится  | не проводится  | не проводится  | не проводится | не проводится | не проводится |       |       |
| бег на 3000 метров с препятствиями | Тигест Гетент      |                       |                       |                       | не проводится  | не проводится  | не проводится  | не проводится | не проводится | не проводится |       |       |

Шоссейные дисциплины
| Дисциплина | Спортсмен    | Время | Место | Отставание |
| ---------- | ------------ | ----- | ----- | ---------- |
| марафон    | Юнис Кирва   |       |       |            |
| марафон    | Роуз Челимо  |       |       |            |
| марафон    | Шитайе Эшете | DNF   | DNF   | DNF        |

### Стрельба
В январе 2013 года Международная федерация спортивной стрельбы приняла новые правила проведения соревнований на 2013—2016 года, которые, в частности, изменили порядок проведения финалов. Во многих дисциплинах спортсмены, прошедшие в финал, теперь начинают решающий раунд без очков, набранных в квалификации, а финал проходит по системе с выбыванием. Также в финалах после каждого раунда стрельбы из дальнейшей борьбы выбывает спортсмен с наименьшим количеством баллов. В скоростном пистолете решающие поединки проходят по системе попал-промах. В стендовой стрельбе добавился полуфинальный раунд, где определяются по два участника финального матча и поединка за третье место.
Мужчины
| Соревнование             | Спортсмены   | Квалификация | Квалификация | Полуфинал     | Полуфинал     | Финал               | Финал |
| Соревнование             | Спортсмены   | Результат    | Место        | Результат     | Место         | Соперник/ Результат | Место |
| ------------------------ | ------------ | ------------ | ------------ | ------------- | ------------- | ------------------- | ----- |
| винтовка лёжа, 50 метров | Махмуд Хаджи |              |              | Не проводится | Не проводится |                     |       |